# Серебряный голубь
«Сере́бряный го́лубь» — первый роман Андрея Белого, один из ярчайших образцов прозы русского символизма. Публиковался в журнале «Весы» с марта по декабрь 1909 года.

## Сюжет
Молодой писатель Пётр Дарьяльский — интеллигент, воспитанный в лоне западной культуры, — проводит лето в деревне вместе с приятелем Шмидтом, увлечённым мистико-теософскими штудиями, и совсем юной невестой Катей. Девушка живёт в Гуголеве, оскудевающей усадьбе её бабушки, баронессы Тодрабе-Граабен. Внимание Дарьяльского невольно приковывает рябая деревенская баба Матрёна из соседнего села Целебеево. Он разрывается между плотским влечением к Матрёне и духовным стремлением к Кате.
Старый купец Еропегин из уездного города Лихова, памятуя о том, что баронесса в своё время отвергла его ухаживания, грозит гордой старухе разорением. Придя в ужас от перспективы расстаться с имением, баронесса в запальчивости оскорбляет попавшегося под руку Дарьяльского. Он покидает Гуголево и переезжает на восток в Целебеево, где нанимается на работу к столяру Кудеярову, в чьём доме живёт Матрёна. Утончённый москвич рад возможности порвать с западными ценностями и погрузиться в самые недра былинной Руси. С молчаливого согласия столяра Матрёна и Дарьяльский становятся любовниками.
Хромой столяр Кудеяров — один из предводителей секты «белых голубей», проповедующих, подобно хлыстам, чувственный мистицизм. Это он свёл Матрёну с Дарьяльским в надежде на то, что от их связи родится чудо-младенец. О скором пришествии нового Спасителя оповещены и другие «голуби». Поскольку чаемого зачатия не происходит, а Дарьяльский начинает подумывать о примирении с Катей, столяр строит план физического устранения чужака, оказавшегося якобы недостойным божественной благодати.
Между тем местный богач Еропегин выясняет, что во время его частых отлучек жена ночами собирает «голубей» прямо у них в доме для отправления оргиастического культа. Чтобы предотвратить разоблачение секты, его любовница Аннушка по совету хитрого медника Сухорукова подсыпает купцу в бокал яд. Еропегину удаётся выжить, хотя у него отнялись язык, руки и ноги. Он пытается донести до окружающих мысль о том, что его отравили, но безуспешно.
Расправа над Еропегиным приводит Сухорукова к мысли, что «ничаво нет — ни церкви, ни судящего на небеси… хоть шаром покати, адна пустота… што курятина, што человеческое естество — плоть единая». В обмен на долю в еропегинском наследстве медник-атеист соглашается помочь Кудеярову восстановить пошатнувшуюся репутацию, «убрав» неудобного для него Дарьяльского. Тот и сам, чувствуя неладное, спешит вернуться в Москву. Его «люба» Матрёна кажется теперь «зверихой», в учении Кудеярова ему мерещатся «ужас, петля и яма: не Русь, а какая-то темная бездна востока прет на Русь из этих радением истончённых тел».
Сухоруков берется подвезти «барина» до Лихова. На вокзале выясняется, что московский поезд уже ушёл. Свободных мест в гостинице нет. Дарьяльский принимает приглашение провести ночь в доме Еропегина, не подозревая, что это логово сектантов, а хозяина дома недавно разбил удар. Аннушка провожает его в гостевой флигель, где посреди ночи его убивают палкой четверо изуверов во главе со зловещим Сухоруковым.

## Эволюция романа
«Серебряный голубь» написан свойственной для Белого ритмической «орнаментальной» прозой, восходящей к стилистике раннего Гоголя. По словам автора, это «итог семинария» по «Вечерам на хуторе близ Диканьки», того «запойного» чтения сочинений Гоголя, которому он предавался с С. Соловьёвым на даче в Дедове. Любопытство автора подпитывали слухи о поэте Добролюбове, который оставил столицу и основал в Поволжье секту «добролюбовцев». Странные отношения Кудеярова с Матрёной, как и некоторые речевые приёмы, навеяны ранней повестью Достоевского «Хозяйка». Вполне созревший замысел книги по настоянию М. Гершензона был записан Белым во время пятинедельного пребывания у Рачинских в Бобровке в начале 1909 года.

Типы давно отлежались в душе… более всего интересовали меня многовидные метаморфозы хлыстовства; я услышал распутинский дух до появления на арене Распутина; я его сфантазировал в фигуре своего столяра; она — деревенское прошлое Распутина. Когда же я в уединеньи отдался оформлению романа, всё, бессознательно мною изученное в пятилетии, оказалося под руками.— Андрей Белый
В предисловии к изданию романа отдельной книгой («Скорпион», 1910) автор просил рассматривать «Серебряный голубь» в качестве первой части трилогии «Восток или Запад» с общими героями. Однако в следующий роман «Петербург» (1915) из «Серебряного голубя» перешёл только один второстепенный персонаж — Стёпка.
В скорпионовском издании «Серебряный голубь» назван «повестью в 7-ми частях». Подзаголовок «роман» появился при переиздании книги берлинским издательством «Эпоха» в 1922 году. Советским читателям «Серебряный голубь» оставался неизвестным до 1988 года. С его публикации началось в 1989 году издание книжной серии «Забытая книга».

## Прототипы
Прообразом Дарьяльского принято считать Сергея Соловьёва, который, по свидетельству Белого, «вынашивая программу слияния с народом, внушил себе мысль, что он должен жениться на крестьянке, и, натянув сапоги, надев красного цвета рубаху и нахлобучив на голову вместо шапки рогатый еловый венок, отправился бродить по окрестностям». Раздвоенность Дарьяльского между влечением к плотской «Матрёшке» и утончённой Кате отражает состояние самого Белого, в котором боролись низменная, по его представлениям, страсть к Любе Блок и одухотворенное чувство к Асе Тургеневой.

Натура моего столяра сложилась из ряда натур (из мною виденного столяра плюс Мережковский и т. д.); натура Матрёны — из одной крестьянки, плюс Щ., плюс… и т. д. В романе отразилась и личная нота, мучившая меня весь период: болезненное ощущение «преследования», чувство сетей и ожидание гибели; объективировав свою «болезнь» в фабулу, я освободился от неё.— Андрей Белый
Среди прототипов Кудеярова в беловедении называется теософ М. А. Эртель, барона Тодрабе-Граабена — В. И. Танеев и Н. М. Коваленский, старой баронессы — его мать А. Г. Коваленская. Фигура студента Чухолки — достаточно прозрачная пародия на мистического анархиста Георгия Чулкова.

## Основные темы

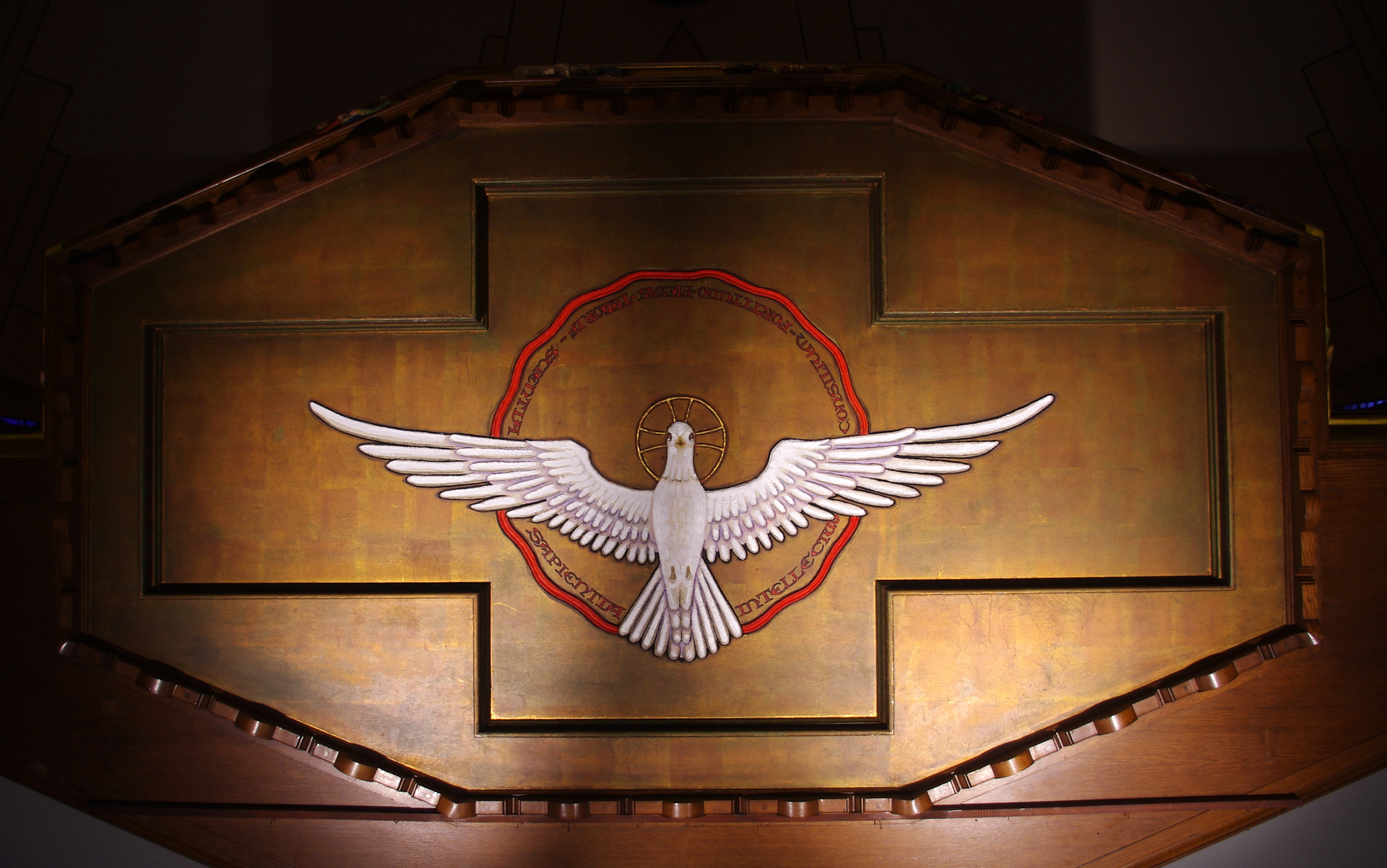
В названии и тексте романа переосмыслен белый голубь — традиционный символ Святого Духа

В период работы над романом Белый разделял основные построения Вячеслава Иванова об аполлоническом и дионисийском. Главному герою уготована роль Христа-Диониса, мистериальной жертвы, которой сначала поклоняются, а потом приносят в жертву. Студент-классик Дарьяльский под конец осознаёт своё место в этой драме и, уподобляя себя Дионису, «вместо шапки» увенчивает себя «зелёным колючим венцом с вставным лапчатым рогом над головой».
Тесно связана с предыдущей и антитеза «Запад-Восток». Эта дихотомия наглядно выражена в топографии романа. По наблюдению А. В. Лаврова, «дионисийским губительным соблазнам Востока противостоит в романе надёжная аполлоническая юдоль — усадьба Гуголево, находящаяся к западу от Целебеева и Лихова и Запад символизирующая». По другой оценке, в семействе баронов Тотрабе-Граабен (владельцев усадьбы Гуголево) всё, начиная с самого имени, свидетельствует «о чуждом и хищном, но мёртвом», тогда как обитатели Лихова и Целебеева обрисованы автором «объёмно и сочно».
Разочаровавшись в клонящейся к закату Европе, главный герой пытается обновить себя прикосновением к «Востоку». Он убеждён, что «Россия таит несказанную тайну». Однако его хождение в народ оборачивается катастрофическими последствиями. В недрах крестьянской России интеллигент натыкается на разрушительную силу: вместо ростков новой культуры встречает там «антикультуру, нацеленную на разрушение, на сотворение хаоса, чистое дионисийство, лишённое аполлоновского начала». Символом этих разрушительных начал выступает в романе серебряный голубь с хищным ястребиным клювом.
В преддверии революции Белый развенчивает традиционное для русской интеллигенции представление о русском народе (крестьянстве) как о носителе высшего духовного начала. Пускай вырождающаяся западная цивилизация клонится к упадку и представляет тупиковый путь развития, но и народная стихия в лице Кудеярова и Сухорукова под пером Белого — вовсе не идеализированный «богоносец», а льстивый, лукавый и жадный носитель тёмного чувственно-хаотического начала, мимикрирующего под духовность и несущего гибель интеллектуалам вроде Дарьяльского.

## Художественные особенности
Повествование в просторечной сказовой манере не без иронии ведёт автор, «обряженный в маску Гоголя-проповедника». Его напевная речь насыщена инверсией, повторами, звукописью, «фольклорными речениями, диалектной лексикой, порой избыточно цветистой». Внутреннее состояние главного героя объективируется в «лиризованных пейзажах» наподобие «вереницы трехсложников в зачине второй главы романа». В текст нередко вторгаются народные песни, подлинные и вымышленные. Изобилуют скрытые отсылки к классическим произведениям русской литературы предыдущего века.

Цвета «Серебряного голубя» в общем близки к цветам «Вечеров на хуторе близ Диканьки»; как у Гоголя, они даны впестрь, перебоями пятен. <…> В напевности, в оперной нарочитости поз, в расстановке слов, в их повторах, красках, паническом чувстве, внушаемом солнечным блеском, во многих сюжетных моментах есть итог увлечения прозой Гоголя до усилия её реставрировать.— Андрей Белый

## Отзывы и влияние
Первый роман Андрея Белого обратил на себя внимание ведущих деятелей «серебряного века». Критики стремились вписать его в контекст нового народничества (неославянофильства). В частности, Н. Бердяев посвятил ему статью «Русский соблазн» в «Русской мысли» (№ 11 за 1910 год); позднее он писал, что «жуткая стихия русского народа» нашла в романе Белого «гениальное художественное воспроизведение». А. Амфитеатров сострил, что символист Белый «перенародничал всех народников». К. Чуковский причислил Белого к числу молодых авторов, «неожиданно сказавших о России глубокое, значительное слово». «Дано Вам такое проникновение в народную душу, какого мы ещё не имели со времён Достоевского», — писал Белому мыслитель Сергей Булгаков.
Историк литературы Д. С. Мирский характеризует дебютный роман Белого как «одно из самых богатых сокровищами произведений русской литературы», которое оказало «огромное влияние на историю русской прозы». Особенно велико было его воздействие на «новокрестьян». К примеру, С. Есенин считал роман «замечательной книгой», а выходец из старообрядцев Пимен Карпов довёл стилистические открытия Белого до апогея дурновкусия в бесформенной книге «Пламень» (1913), где «в русских монастырях перед Светлым Воскресеньем в подпольях служат кровавые мессы сатане и приобщаются человеческой кровью». «Серебряный голубь» переведён на основные языки мира, и один из его персонажей неожиданно появляется в романе нобелевского лауреата Кэндзабуро Оэ «Родственники жизни» (1989).